# نیروگاه هسته‌ای کرسکو
نیروگاه هسته‌ای کرسکو (به لاتین: Krško Nuclear Power Plant) یک نیروگاه هسته‌ای در اسلوونی است که در کرشکو واقع شده‌است.